# Station Trzemeszno
Station Trzemeszno is een spoorwegstation in de Poolse plaats Trzemeszno.